# Naomie Harris
Naomie Melanie Harris (Londra, 6 settembre 1976) è un'attrice britannica.
È stata candidata all'Oscar alla miglior attrice non protagonista nel 2017 per il film Moonlight.
Ha inoltre interpretato Tia Dalma (Calypso) nella saga di Pirati dei Caraibi e Moneypenny in tre film di James Bond, Skyfall (2012), Spectre (2015) e No Time to Die (2021).

## Biografia
Naomie Harris nasce e cresce a Londra; sua madre Lisselle Kayla è originaria della Giamaica, mentre il padre di Trinidad e Tobago. La coppia si separa quando Naomie è piccola e da quel momento la bambina vive con la madre. Dopo essersi laureata al Pembroke College con una laurea in scienze politiche e sociali, frequenta la Bristol Old Vic Theatre School. Appare in televisione fin dall'età di nove anni, partecipando anche al remake della serie The Tomorrow People. Diventa celebre in tutto il mondo nel 2002 grazie alla sua interpretazione nel film di Danny Boyle 28 giorni dopo. Lo stesso anno è nell'adattamento televisivo di Denti bianchi.
Da quel momento prende parte come personaggio secondario a molti film di successo, come Pirati dei Caraibi - La maledizione del forziere fantasma, Pirati dei Caraibi - Ai confini del mondo (nel ruolo di Tia Dalma, la dea Calypso) e Miami Vice di Michael Mann. In televisione, è nel film di Channel 4 Poppy Shakespeare nel 2008 e in Small Island nel 2009. Recita poi in teatro nel ruolo di Elizabeth Lavenza in Frankenstein per il Royal National Theatre dal 22 febbraio al 2 maggio 2011. Nel 2011 è la protagonista del film di Justin Chadwick The First Grader, presentato per la prima volta al pubblico il 18 maggio al Seattle International Film Festival, mentre nel 2012 diventa la nuova interprete di Eve Moneypenny in Skyfall, ventitreesimo film della saga dell'agente segreto James Bond. Nel 2020 ottiene il ruolo della villain Shriek nel film del Sony's Spider-Man Universe Venom - La furia di Carnage, diretto da Andy Serkis, distribuito nelle sale nel 2021.

## Filmografia

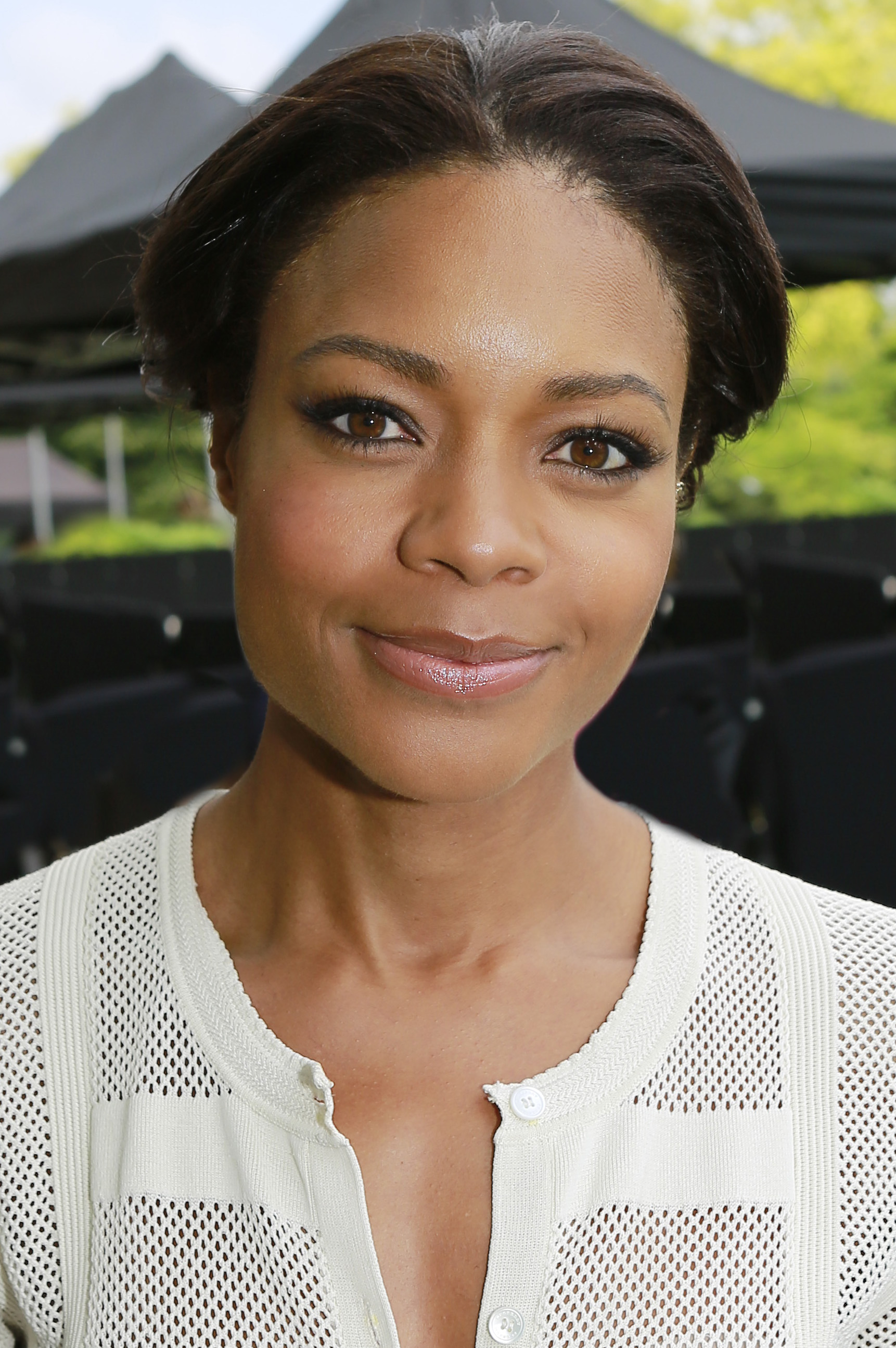
Naomie Harris nel 2014

### Attrice

#### Cinema
- Living in Hope, regia di John Miller (2002)
- Anansi, regia di Fritz Baumann (2002)
- 28 giorni dopo (28 Days Later), regia di Danny Boyle (2002)
- Crust, regia di Mark Locke (2003)
- Trauma, regia di Marc Evans (2004)
- After the Sunset, regia di Brett Ratner (2004)
- A Cock and Bull Story, regia di Michael Winterbottom (2005)
- Pirati dei Caraibi - La maledizione del forziere fantasma (Pirates of the Caribbean: Dead Man's Chest), regia di Gore Verbinski (2006)
- Miami Vice, regia di Michael Mann (2006)
- Pirati dei Caraibi - Ai confini del mondo (Pirates of the Caribbean: At World's End), regia di Gore Verbinski (2007)
- Land Shark - Rischio a Wall Street (August), regia di Austin Chick (2008)
- Explicit Ills, regia di Mark Webber (2008)
- La notte non aspetta (Street Kings), regia di David Ayer (2008)
- Morris: A Life with Bells On, regia di Lucy Akhurst (2009)
- My Last Five Girlfriends, regia di Julian Kemp (2009)
- Ninja Assassin, regia di James McTeigue (2009)
- Sex & Drugs & Rock & Roll, regia di Mat Whitecross (2010)
- The First Grader, regia di Justin Chadwick (2010)
- Skyfall, regia di Sam Mendes (2012)
- Mandela - La lunga strada verso la libertà (Long Walk to Freedom), regia di Justin Chadwick (2013)
- Southpaw - L'ultima sfida (Southpaw), regia di Antoine Fuqua (2015)
- Spectre, regia di Sam Mendes (2015)
- Il traditore tipo (Our Kind of Traitor), regia di Susanna White (2016)
- Moonlight, regia di Barry Jenkins (2016)
- Collateral Beauty, regia di David Frankel (2016)
- Rampage - Furia animale (Rampage), regia di Brad Peyton (2018)
- La legge dei più forti (Black and Blue), regia di Deon Taylor (2019)
- No Time to Die, regia di Cary Fukunaga (2021)
- Venom - La furia di Carnage (Venom: Let There Be Carnage), regia di Andy Serkis (2021)
- Il canto del cigno (Swan Song), regia di Benjamin Cleary (2021)
- The Wasp, regia di Guillem Morales (2024)
- Black Bag - Doppio gioco (Black Bag), regia di Steven Soderbergh (2025)

#### Televisione
- Simon and the Witch – serie TV, episodio 1x03 (1987)
- Erasmus Microman – serie TV, episodio 2x01 (1989)
- Runaway Bay – serie TV, 17 episodi (1993)
- The Tomorrow People – serie TV, 16 episodi (1994-1995)
- Trial & Retribution – serie TV, episodio 5x02 (2002)
- White Teeth – serie TV, 4 episodi (2002)
- The Project, regia di Peter Kosminsky – film TV (2002)
- Dinotopia – serie TV, episodi 1x03-1x08 (2002-2003)
- Poppy Shakespeare, regia di Benjamin Ross – film TV (2008)
- Small Island, regia di John Alexander – film TV (2009)
- Blood and Oil, regia di David Attwood – film TV (2010)
- Accused – serie TV, episodio 1x06 (2010)
- National Theatre Live – serie TV, episodio 2x04 (2011)
- The Third Day – miniserie TV, 3 puntate (2020)
- L'uomo che cadde sulla Terra (The Man Who Fell to Earth) – serie TV, 10 episodi (2022)

#### Teatro
- The Witch of Edmonton (2000)
- Frankenstein (2011)

### Doppiatrice
- Mowgli - Il figlio della giungla (Mowgli), regia di Andy Serkis (2018)

## Riconoscimenti
- Premio Oscar
  - 2017 – Candidatura alla miglior attrice non protagonista per Moonlight
- Golden Globe
  - 2017 – Candidatura alla miglior attrice non protagonista per Moonlight
- British Academy Film Awards
  - 2007 – Candidatura alla miglior stella emergente
  - 2017 – Candidatura alla miglior attrice non protagonista per Moonlight
- Screen Actors Guild Awards
  - 2017 – Candidatura alla miglior attrice non protagonista cinematografica per Moonlight
  - 2017 – Candidatura al miglior cast cinematografico per Moonlight
- Satellite Awards
  - 2010 – Candidatura alla Miglior attrice in una mini-serie o film per la televisione per Small Island
  - 2017 – Miglior attrice non protagonista per Moonlight
- Black Reel Awards
  - 2004 – Miglior performance rivelazione per 28 giorni dopo
  - 2012 – Candidatura alla miglior attrice per The First Grader
  - 2017 – Candidatura alla miglior attrice non protagonista per Moonlight
- British Independent Film Awards
  - 2016 – Candidatura alla miglior attrice non protagonista per Il traditore tipo
  - 2016 – Premio Variety per Moonlight, Il traditore tipo e Collateral Beauty
- Independent Spirit Awards
  - 2017 – Premio Robert Altman per Moonlight
- National Board of Review of Motion Pictures Awards
  - 2016 – Miglior attrice non protagonista per Moonlight

## Doppiatrici italiane
Nelle versioni in italiano delle opere in cui ha recitato, Naomie Harris è stata doppiata da:
- Stella Musy in Pirati dei Caraibi - La maledizione del forziere fantasma, Pirati dei Caraibi - Ai confini del mondo, My Last Five Girlfriends, Skyfall, Southpaw - L'ultima sfida, Spectre, Il traditore tipo, Collateral Beauty, Rampage - Furia animale, The Third Day, No Time to Die, Venom - La furia di Carnage, Il canto del cigno, Black Bag - Doppio gioco
- Chiara Colizzi in After the Sunset, Miami Vice
- Alessandra Cassioli in 28 giorni dopo
- Cristina Boraschi in La notte non aspetta
- Francesca Fiorentini in Ninja Assassin
- Roberta De Roberto in Mandela - La lunga strada verso la libertà
- Laura Romano in Moonlight
- Maddalena Vadacca ne La legge dei più forti
- Alessia Amendola ne L'uomo che cadde sulla Terra